# تپه کورابلاغ
تپه کورابلاغ مربوط به دوره اشکانیان است و در شهرستان بیله‌سوار، بخش قشلاق دشت، دهستان قشلاق جنوبی، روستای شورگل واقع شده و این اثر در تاریخ ۱۲ شهریور ۱۳۸۶ با شمارهٔ ثبت ۱۹۴۴۳ به‌عنوان یکی از آثار ملی ایران به ثبت رسیده است.